# Masacre de Hula
La Masacre de Hula —o Matanza de Hula— corresponde a una matanza en la ciudad de Hula, al norte de Siria. La acción ocurrió la tarde del 25 de mayo de 2012, en medio de la violenta guerra civil que asolaba al país. Un total de 165 personas, 85 hombres, 34 mujeres y 49 niños fueron asesinados por la artillería y con cuchillos. Como consecuencia de la masacre varios embajadores sirios fueron expulsados de Europa.
El 25 de mayo de 2012, el  francotiradores de realizaron ataques de artillería en la ciudad de Al Hula, en la provincia de Homs, Siria, asesinando a  un grupo de civiles. Al comienzo se habló de 110 civiles, incluidas 34 mujeres y 49 niños.  El Observatorio Sirio para los Derechos Humanos responsabilizó al presidente. Supuestamente el ataque con armamento pesado había sido realizado por el ejército sirio de Bashar al-Ásad. Se calcula que quedaron 300 heridos.
El Consejo Nacional Sirio  reclamó una reunión de emergencia del Consejo de Seguridad de las Naciones Unidas, a raíz de lo cual un equipo de observadores de la ONU fue a investigar la masacre.
Esta masacre fue calificada como la peor atrocidad de la represión siria. Bashar al-Ásad fue acusado de realizar la matanza mediante el ejército sirio pero él culpó a los rebeldes. El Consejo de Derechos Humanos declaró que habías fuertes sospechas de que familias enteras fueron ejecutadas de manera sumaria, incluidas mujeres y niñas.  Se trató de un caso de crímenes de lesa humanidad.
Los testigos sobrevivientes afirmaron que se trataba de fuerzas gubernamentales con  milicias shabiha quienes entraron en sus casas y mataron a todos.
Las investigaciones del Alto Comisionado para los Derechos Humanos de las naciones Unidas indicaban que los asesinados en Hula fueron ejecutados por milicias progubernamentales. Aunque al comienzo no descartaron ninguna hipótesis, la investigación afirmó que resultaba  improbable que los grupos  rebeldes antigubernamentales pudieran ser los culpables debido a la calidad del armamento utilizado.
Los resultados de dichas investigaciones demostraron que el número de asesinados ascendía a 165.  62 de las víctimas pertenecían a la familia de Abdul Razaq Tlas,  un desertor del ejército de Bashar al-Ásad, considerado un héroe de la resistencia rebelde al presidente sirio.  Se calcula que  un 20% falleció producto del bombardeo pero  mujeres y  niños fueron acuchillados y degollados. Algunas mujeres habían sido violadas.
El presidente francés, François Hollande, y el primer ministro británico, David Cameron, responsabilizaron al presidente Bashar al-Ásad por la matanza. A raíz de esto, el presidente francés expulsó a la embajadora de Siria de Francia. Lo mismo hizo el presidente de España y el gobierno alemán. El Reino Unido e Italia también reaccionaron expulsando a los diplomáticos sirios  en respuesta por la matanza de Hula. Otros países no europeos, como Canadá y los Estados Unidos, también cortaron relaciones diplomáticas con Siria como reacción a la masacre.